# Cekov
Cekov je obec v okrese Rokycany v Plzeňském kraji. Leží patnáct kilometrů severovýchodně od Rokycan a čtyři kilometry jižně od Zbiroha a v nadmořské výšce asi 440 metrů. Žije v ní 172 obyvatel. V těsném jižním sousedství obce vede dálnice D5 spojující Prahu a Plzeň. Na západní straně vesnice se nachází Cekovský rybník o rozloze 42 hektarů.

## Název
V letech 1869–1890 nesla název Čekov t. Četkov, v roce 1900 Čekov, v roce 1910 Čekov t. Cekov, od roku 1921 se nazývá Cekov.

## Historie
První písemná zmínka o obci pochází z roku 1273. Cekov byl minulosti několikrát vypálen a znovu postaven. Nejprve při husitských válkách, poté za třicetileté války roku 1639; v roce 1680 byla vesnice postižena epidemií moru.

## Obyvatelstvo
| Rok            | 1869 | 1880 | 1890 | 1900 | 1910 | 1921 | 1930 | 1950 | 1961 | 1970 | 1980 | 1991 | 2001 | 2011 | 2021 |
| -------------- | ---- | ---- | ---- | ---- | ---- | ---- | ---- | ---- | ---- | ---- | ---- | ---- | ---- | ---- | ---- |
| Počet obyvatel | 396  | 358  | 302  | 305  | 328  | 313  | 322  | 253  | 260  | 216  | 156  | 119  | 120  | 123  | 151  |
| Počet domů     | 43   | 50   | 47   | 49   | 45   | 47   | 58   | 73   | 73   | 73   | 58   | 72   | 72   | 71   | 76   |

## Obecní správa
Mezi lety 1869–1980 Cekov byl obcí v okrese Hořovice (1869–1890) a později v okrese Rokycany. Od 1. dubna 1980 do 28. února 1990 patřil jako část obce ke Kařezu a od 1. března 1990 je opět samostatnou obcí. V letech 1961–1971 k obci patřila Sirá.

### Obecní symboly
Znak a vlajka byly obci uděleny rozhodnutím předsedkyně Poslanecké sněmovny Parlamentu České republiky dne 26. května 2011.

## Pamětihodnosti
- Venkovská usedlost na návsi